# Haplomitrium minutum
Haplomitrium minutum là một loài Rêu trong họ Haplomitriaceae. Loài này được (E.O. Campb.) J.J. Engel & R.M. Schust. mô tả khoa học đầu tiên năm 1994.